# Стуршён
Сту́ршён (швед. Storsjön) — пятое по величине озеро в Швеции, в лене Емтланд. Самый большой остров — Фрёсён, вместе с расположенным на восточном берегу городом Эстерсунд образует центр исторической провинции Емтланд. Через озеро протекает река Индальсэльвен.
Площадь озера составляет 456,33 км². Длина озера — 70 км, ширина — 25 км. Объём озера составляет 8,018 км³. Максимальная глубина озера — 74 м, средняя глубина — 17,3 м. Площадь водосборного бассейна составляет 12,100 км². Высота над уровнем моря — 292 м.
По озеру проходят две паромные линии компании Vägverket Färjerederiet. В зимний период их заменяют дороги, проложенные по льду.
Согласно легенде, в озере обитает чудовище Storsjöodjuret. Первое сообщение о нём появилось в 1635 году.